# Jong PSV
Lo Jong PSV (in italiano, letteralmente "Giovane PSV") è la squadra riserve del PSV Eindhoven che dal 2013 gioca in Eerste Divisie, la seconda divisione del campionato di calcio olandese.

## Storia
Nella stagione 2012-2013 è stata ammessa all'Eerste Divisie insieme alle seconde squadre di Ajax e Twente (le quali non possono essere promosse né partecipare ai play-off). Essendo una squadra giovanile, lo Jong PSV non partecipa inoltre alla KNVB beker.

## Palmarès
- Beloften Eredivisie: 4

1996-97, 1999-00, 2009-10, 2010-11
- KNVB Beker voor beloften: 3

2000-01, 2004-05, 2007-08
- Supercopa Beloften: 2

2010, 2011

### Altri piazzamenti
- Eerste Divisie:

Terzo posto: 2018-2019

## Organico

### Rosa
Aggiornata al 7 gennaio 2019.
| N. |                        | Ruolo | Calciatore            |
| -- | ---------------------- | ----- | --------------------- |
| 23 | Belgio (bandiera)      | P     | Kjell Peersman        |
| 1  | Paesi Bassi (bandiera) | P     | Niek Schiks           |
| 16 | Paesi Bassi (bandiera) | P     | Tijn Smolenaars       |
|    | Paesi Bassi (bandiera) | P     | Roy Steur             |
| 14 | Paesi Bassi (bandiera) | D     | Matteo Dams           |
| 5  | Norvegia (bandiera)    | D     | Fredrik Oppegard      |
| 22 | Paesi Bassi (bandiera) | D     | Renzo Tytens          |
| 15 | Paesi Bassi (bandiera) | D     | Koen Jansen           |
| 2  | Paesi Bassi (bandiera) | D     | Bram Rovers           |
|    | Paesi Bassi (bandiera) | D     | Emmanuel van de Blaak |
|    | Turchia (bandiera)     | D     | Muhlis Dagasan        |
|    | Paesi Bassi (bandiera) | D     | Yael Gil              |
|    | Paesi Bassi (bandiera) | D     | Reda El Meliani       |

| N. |                              | Ruolo | Calciatore        |
| -- | ---------------------------- | ----- | ----------------- |
| 6  | Paesi Bassi (bandiera)       | C     | Tygo Land         |
| 20 | Belgio (bandiera)            | C     | Enzo Geerts       |
| 18 | Trinidad e Tobago (bandiera) | C     | Dantaye Gilbert   |
| 10 | Marocco (bandiera)           | C     | Mohamed Nassoh    |
| 8  | Israele (bandiera)           | C     | Tai Abed          |
|    | Paesi Bassi (bandiera)       | C     | Tim van de Heuvel |
|    | Paesi Bassi (bandiera)       | C     | Mylian Jiménez    |
| 11 | Turchia (bandiera)           | A     | Emir Bars         |
| 7  | Paesi Bassi (bandiera)       | A     | Jevon Simons      |
| 17 | Paesi Bassi (bandiera)       | A     | Iggy Houben       |
| 19 | Paesi Bassi (bandiera)       | A     | Julian Kwaaitaal  |
| 9  | Paesi Bassi (bandiera)       | A     | Jesper Uneken     |
|    | Paesi Bassi (bandiera)       | A     | Jamal Gonzaga     |